# Manzanillo (Cuba)
Pour les articles homonymes, voir Manzanillo.
Manzanillo est une ville et une municipalité de Cuba dans la province de Granma. Fondée en 1784, sa population était estimée à 97 999 habitants en 2005.
Elle est un port important du golfe de Guacanayabo.

## Géographie

### Situation
La municipalité est sur la côte sud de Cuba, dans l'ouest de la province de Granma, sur la péninsule qui ferme le sud-est du golfe de Guacanayabo et sépare celui-ci de la mer des Caraïbes.
La ville se trouve sur la côte est du golfe de Guacanayabo, à 68 km à l'ouest de sa capitale de province Bayamo, 193 km à l'ouest de Santiago de Cuba et 752 km sud-est de La Havane. La ville est à la pointe sud du grand marais du delta du Río Cauto, alimenté principalement par le Río Cauto mais aussi par le Buey et le Jarico.
Le fleuve Yara traverse son territoire d'est en ouest pour se jeter dans le golfe de Guacanayabo à environ 2 km au nord de la ville.

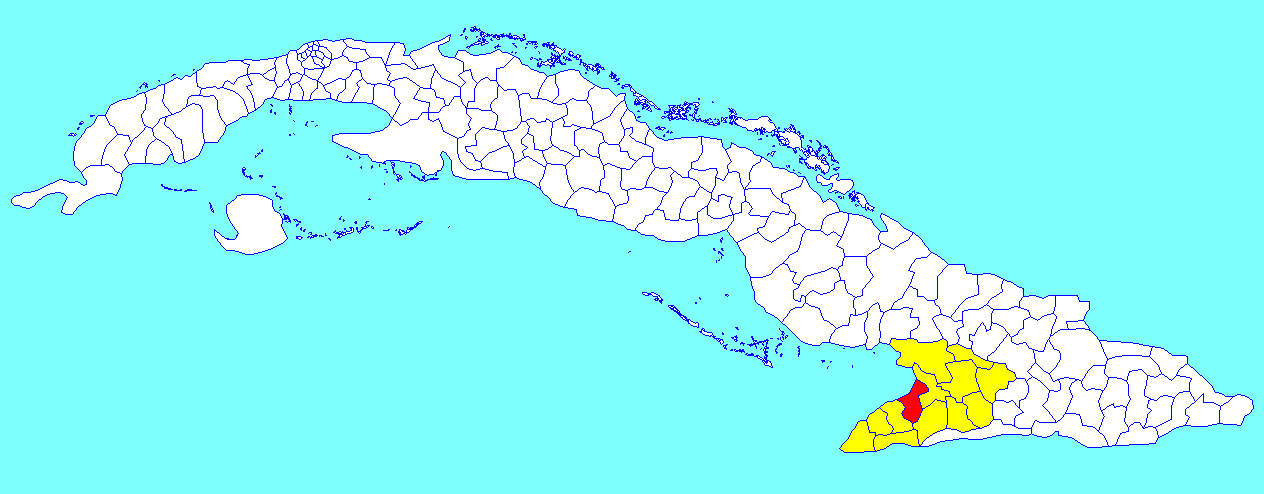
Manzanillo dans la province de Granma
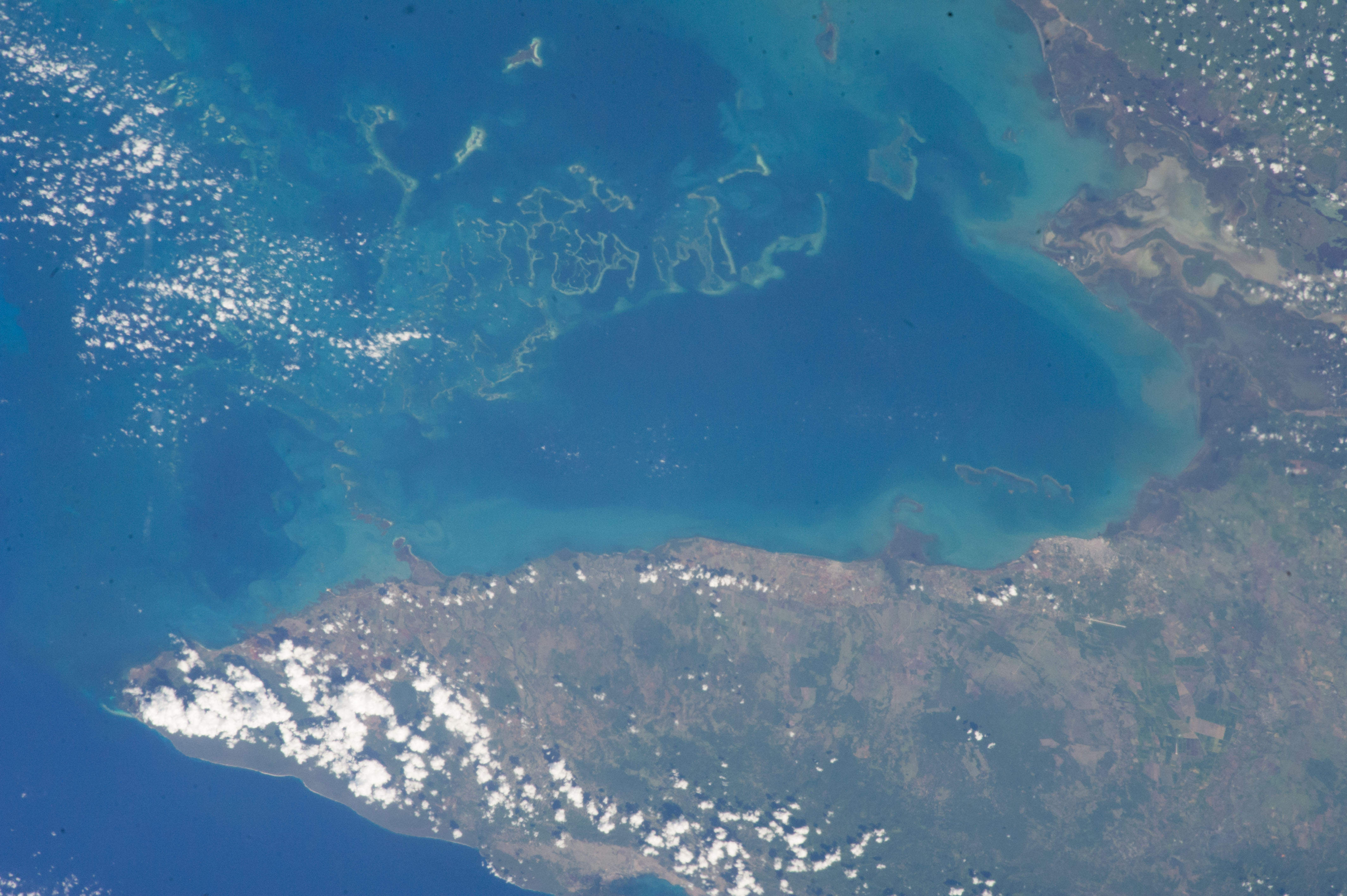
Golfe de Guacanayabo et province de Granma

### Divisions administratives
La municipalité inclut neuf consejos populares : 
- Campechuela n° 1
- Campechuela n° 2
- Ceiba Hueca
- San Ramón
- Ceiba Hueca Arriba
- La Gloria
- Alto de Jo
- Cienaguilla
- Miguel Sánchez

## Population
En 2022 la population de la municipalité est estimée à 123 542 habitants. Pour une surface de 498,9 km2, la densité est de 247,6 habitants/km².
Historique de la population
- 1907 : 15 819 habitants[5] ou 31 869 habitants[6] (la différence peut être due à ce que le premier chiffre correspond à la ville elle-même et le deuxième à la municipalité ?)
- 1919 : 45 217 habitants[6]
- 1931 : 62 718 habitants[6]
- 1943 : 79 349 habitants[6]

## Histoire
Quand la ville est fondée en 1784, le port est déjà important pour le commerce de bois et de fruits. Les corsaires anglais et français viennent s'y approvisionner en bois de construction pour leurs navires. La ville est mise à sac par les français en 1792 ; subséquemment, un fort y est construit l'année suivante pour sa protection.
En 1827 le port s'ouvre au commerce national et étranger. En 1833 la ville est dotée d'un ayuntamiento (conseil municipal). Lorsque la royauté d'Espagne est transformée en monarchie constitutionnelle en 1837, Manzanillo ne suit pas l'exemple de Santiago et n'y adhère pas ; pour sa “loyauté”, le roi d'Espagne lui accorde le titre de Fiel (fidèle).
En 1901, les communes de Campechuela et Niquero sont supprimées et leurs territoires intégrés à Manzanillo. En 1912 Campechuela est restauré, et Niquero l'est lui aussi en 1916.

## Économie
La municipalité produit crevettes, poissons, conserves, accumulateurs, chaussures, vêtements et sucre.

## Personnalités
- Le peintre Joaquin Ferrer, le flûtiste Alberto Socarras, le compositeur Carlos Puebla et l'opposante politique Laura Pollán y sont nés.
- L'écrivain José Manuel Poveda y est mort en 1926.